# 佟國瑤
佟國瑤（？—1689年），佟養性之孫。清朝武将。
吳三桂起兵時，佟國瑤受命為郧阳提督參與平亂。康熙二十一年（1682年）六月，任命为福州将军。康熙二十八年卒，谥忠悫。